# St. Ludwig (Oberau)

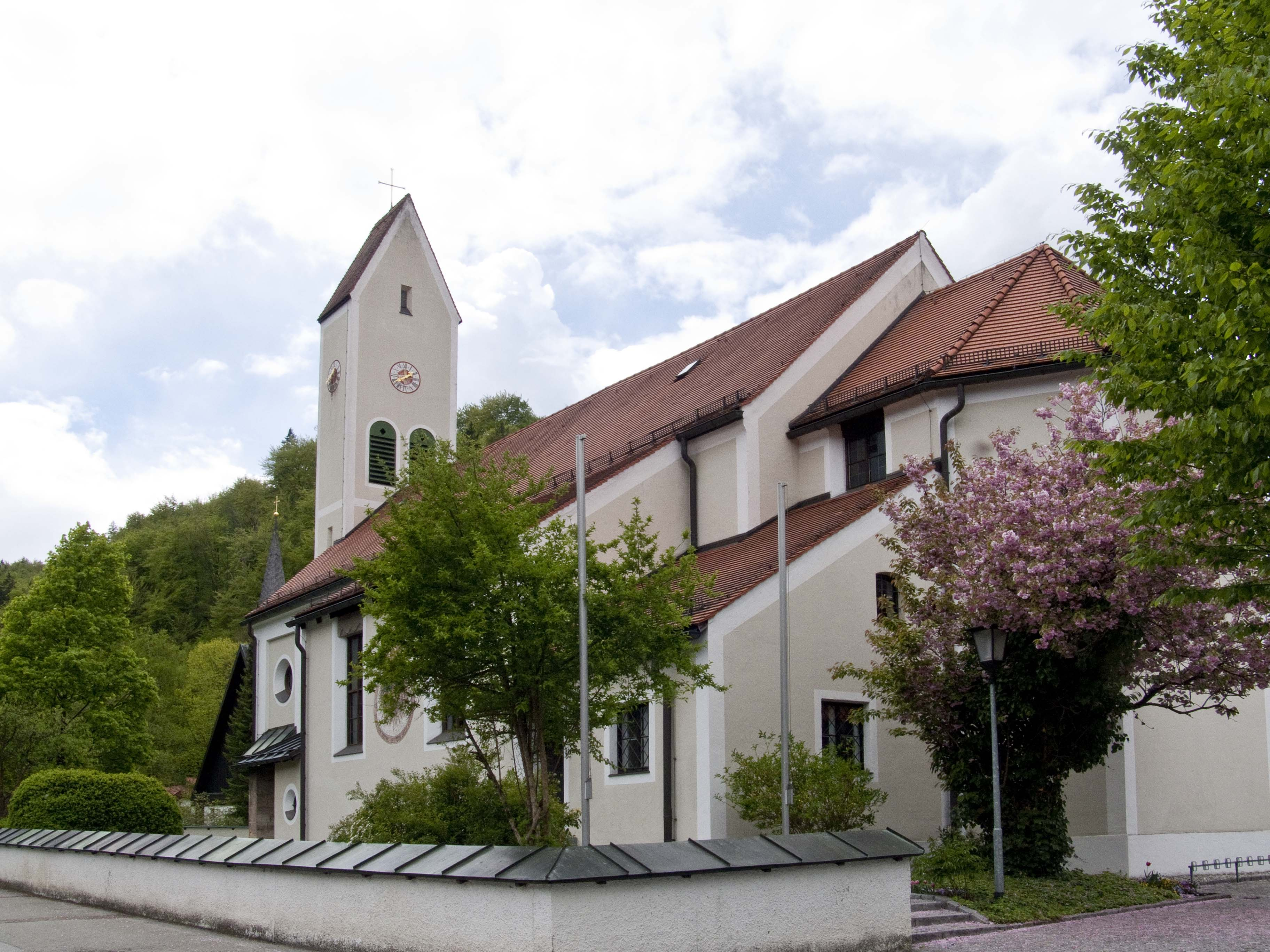
St. Ludwig von Osten

Die römisch-katholische Pfarrkirche St. Ludwig in Oberau im oberbayerischen Landkreis Garmisch-Partenkirchen gehört als Teil der gleichnamigen Pfarrei zum Dekanat Werdenfels des Erzbistums München und Freising. Das Gotteshaus mit der Adresse Kirchweg 6 befindet sich unmittelbar an der Bundesstraße 23 und steht unter Denkmalschutz.

## Geschichte

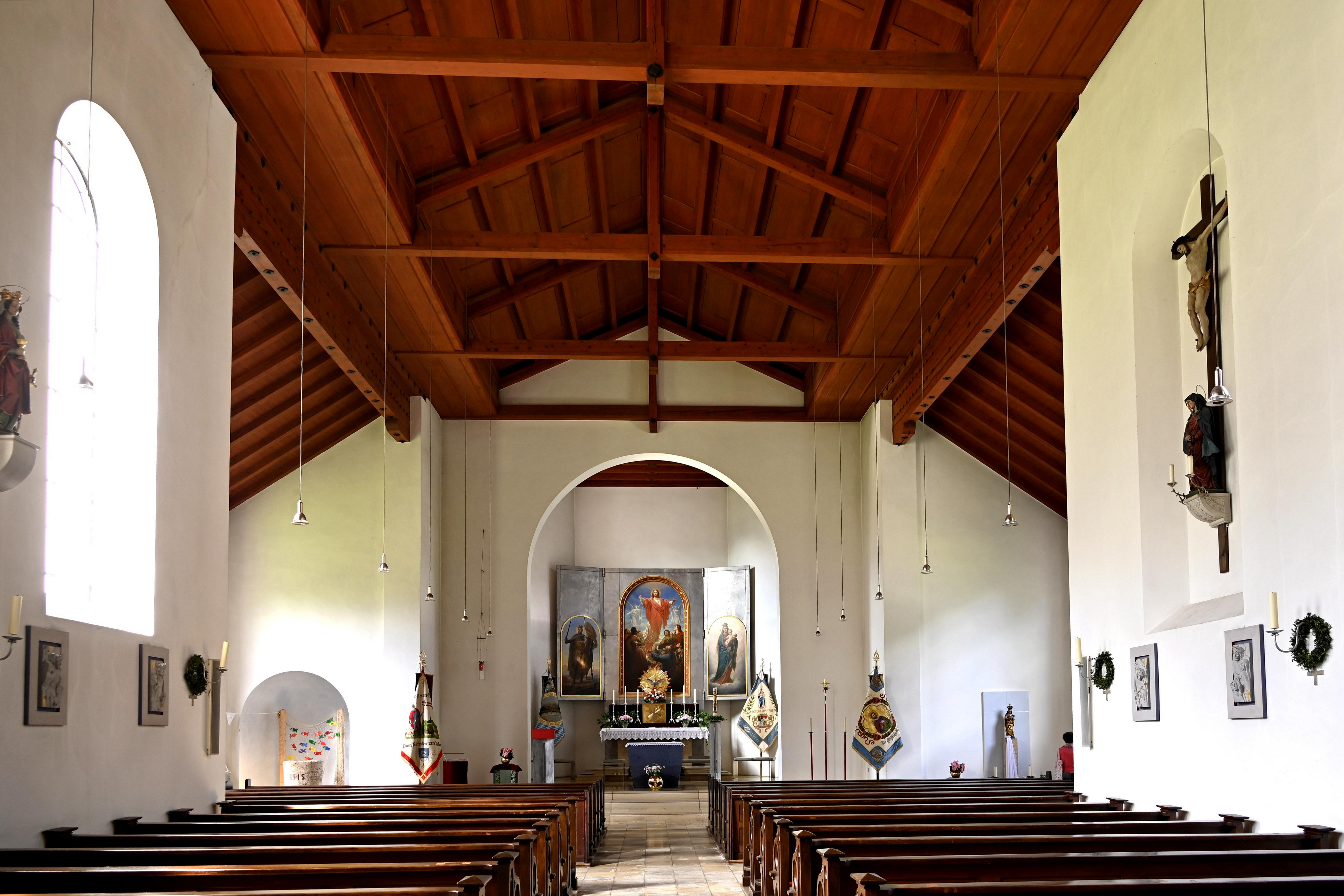
Innenraum mit Blick zum Altar

Die Kirche wurde von 1868 bis 1873 erbaut. Im Jahr 1938 wurde sie umgestaltet und erweitert.
Im 21. Jahrhundert wurde der Sockel trockengelegt und in diesem Zusammenhang die aus den 1960er-Jahren stammende Luftheizung durch ein modernes Heizsystem ersetzt.

## Beschreibung
Die historistische Saalkirche mit Satteldach ist nach Nordosten ausgerichtet. Dort schließt ein eingezogener Chor mit Dreiachtelschluss an das Kirchenschiff an, von diesem durch deinen Chorbogen getrennt. Das Schiff ist von einem offenen Dachstuhl überdeckt. Im Südwesten ist der Turm mit Satteldach leicht eingeschnitten. Auf seiner Außenseite findet sich eine monumentale Christophorus-Darstellung, deren täglicher Anblick nach alter Überlieferung vor einem plötzlichen Tod bewahren soll.

### Glocken
Im Turm hängt ein fünfstimmiges Glockengeläut aus Bronze. Die Kirchenglocken wurden zu unterschiedlichen Zeiten von verschiedenen Gießern gegossen.
| Glocke | Name                     | Gießer                         | Gussjahr | Durchmesser | Gewicht | Schlagton |
| ------ | ------------------------ | ------------------------------ | -------- | ----------- | ------- | --------- |
| 1      | Marienglocke             | Glockengießerei Perner, Passau | 1960     | 1150 mm0    | 800 kg  | f'        |
| 2      | Ludwigsglocke            | Karl Czudnochowsky, Erding     | 1946     | 935 mm      | 500 kg  | as'       |
| 3      | Eucharistieglocke        | Glockengießerei Perner, Passau | 1960     | 760 mm      | 250 kg  | c″        |
| 4      | Petrus-und-Paulus-Glocke | Erasmus Kennerknecht, Weilheim | 1872     | 660 mm      |         | es″       |
| 5      | Gefallenenglocke         | Karl Czudnochowsky, Erding     | 1947     | 550 mm      | 095 kg  | f″        |

### Orgel
Der Altmühldorfer Orgelbauer Georg Glatzl baute 1957 in St. Ludwig eine neue Orgel mit 21 Registern auf zwei Manualen und Pedal. Das Instrument mit Kegellade und pneumatischer Spiel- und Registertraktur wies folgende Disposition auf:
| I Hauptwerk |     |
| Quintadena  | 16′ |
| Prinzipal   | 8′  |
| Rohrgedackt | 8′  |
| Gemshorn    | 4′  |
| Oktave      | 4′  |
| Flöte       | 4′  |
| Sifflöte    | 2′  |
| Mixtur IV–V | 2′  |

| II Oberwerk |        |
| Gedackt     | 8′     |
| Salicional  | 8′     |
| Prinzipal   | 4′     |
| Spitzflöte  | 4′     |
| Quinte      | 2 ⁄3′  |
| Oktave      | 2′     |
| Terz        | 1 3⁄5′ |
| Scharf III  | 1′     |

| Pedal       |     |
| Subbaß      | 16′ |
| Stillbordun | 16′ |
| Oktavbaß    | 8′  |
| Baßflöte    | 8′  |
| Pommer      | 4′  |

- Koppeln: II/I, I/P, II/P
- Spielhilfen: 1 freie Kombination, Tutti, Registerschweller, Jalousieschweller, Piano-Pedal

Das Instrument wurde 2008 durch Maximilian Offner (Kissing) restauriert, elektrifiziert und auf 24 Register erweitert. Seitdem lautet die Disposition:
| I Hauptwerk |     |
| Quintadena  | 16′ |
| Prinzipal   | 8′  |
| Rohrgedackt | 8′  |
| Gemshorn    | 4′  |
| Oktave      | 4′  |
| Flöte       | 4′  |
| Oktav       | 2′  |
| Mixtur IV–V | 2′  |
| Trompete    | 8′  |

| II Oberwerk |        |
| Gedackt     | 8′     |
| Salicional  | 8′     |
| Prinzipal   | 4′     |
| Spitzflöte  | 4′     |
| Quinte      | 2 ⁄3′  |
| Waldflöte   | 2′     |
| Terz        | 1 3⁄5′ |
| Scharf III  | 1′     |
| Oboe        | 8′     |

| Pedal    |     |
| Subbaß   | 16′ |
| Zartbaß  | 16′ |
| Oktavbaß | 8′  |
| Baßflöte | 8′  |
| Pommer   | 4′  |
| Posaune  | 16′ |

- Koppeln: II/I, I/P, II/P

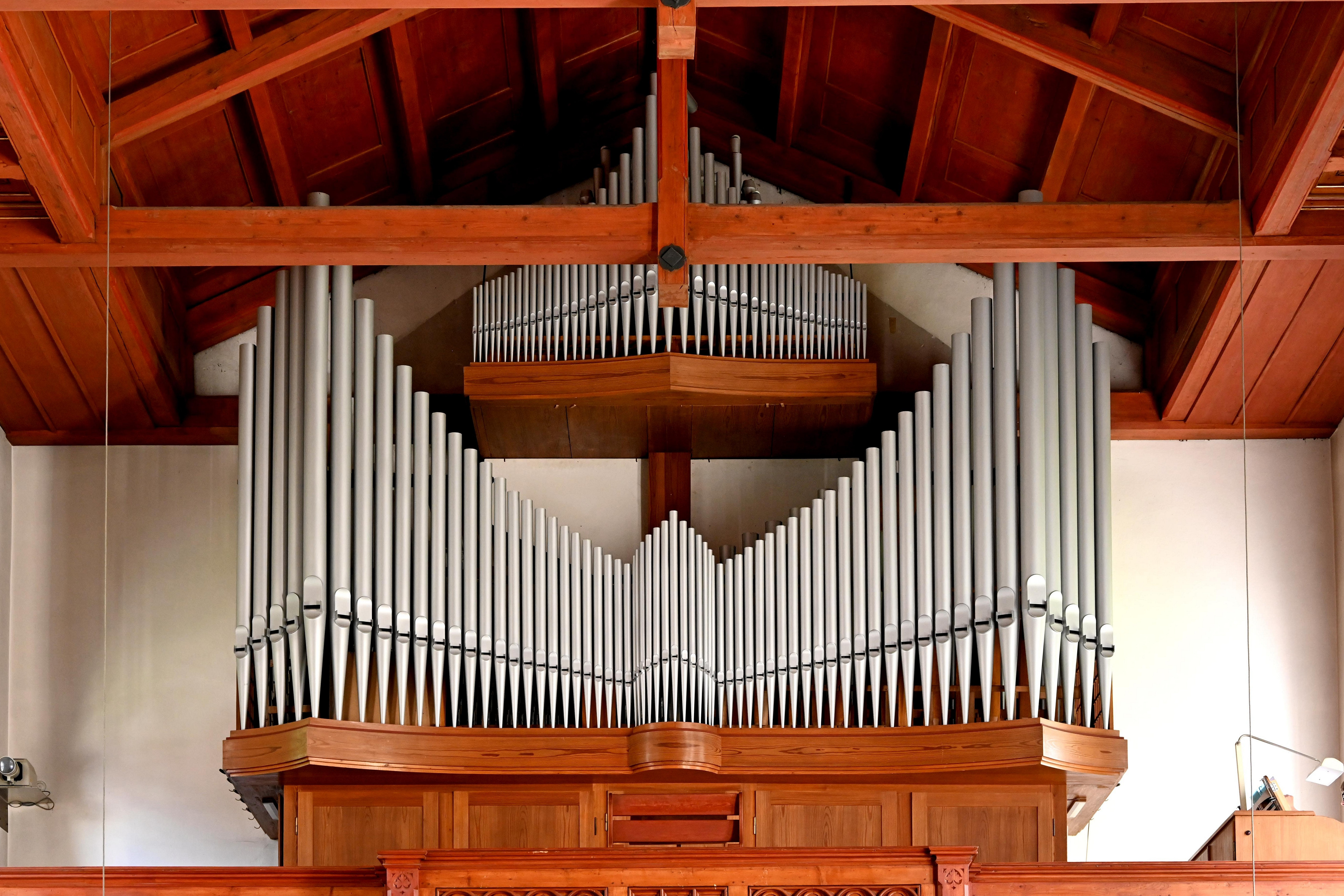
Orgel von Georg Glatzl nach der Restaurierung

- Spielhilfen: 2 freie Kombinationen, Tutti, Registerschweller, Jalousieschweller, Piano-Pedal, Tremulant

## Seelsorge
Oberau gehörte zur Garmischer Pfarrei St. Martin, bis es 1948 eine selbstständige Pfarrei wurde. Im Jahr 2013 erfolgte die Errichtung des Pfarrverbands Partenkirchen-Farchant-Oberau zusammen mit den Pfarreien Maria Himmelfahrt Partenkirchen und St. Andreas Farchant.